# 이화중학교
이화중학교(二化中學校)는 대한민국 울산광역시 북구 중산동에 있는 공립 중학교이다.

## 학교 연혁
- 2003년 1월 15일 : 이화중학교 설립 인가
- 2003년 3월 1일 : 초대 김승득 교장 취임
- 2003년 3월 4일 : 개교 및 신입생 입학(14학급 559명)
- 2005년 12월 26일 : 신축교사 이전
- 2006년 2월 14일 : 제1회 졸업식(14학급 504명)
- 2022년 2월 9일 : 제17회 졸업식(3학급 79명, 총 3,516명)
- 2023년 2월 8일 : 제18회 졸업식(3학급 74명)
- 2023년 3월 1일 : 제10대 송남희 교장 취임
- 2023년 3월 2일 : 제21회 입학힉(4학급 90명)

## 참고 자료
- 이화중학교 - 한국교육학술정보원 학교알리미